# Квара
Квара (англ. Kwara) — один з 36 штатів Нігерії. Адміністративний центр штату - місто Ілорин, знаходиться за 306 км на північний схід від Лагосу та за 500 км на північний захід від Абуджі.

## Історія
Штат Квара був створений 27 травня 1967 року, коли Федеральний Військовий Уряд генерала Я.Говона змінив розподіл держави на 4 регіони, які становлять тоді Федерацію Нігерії, на 12 штатів. При їх створенні, штат був створений з колишніх провінцій Ілорин і Кабба Північного Регіону і спочатку називався Західно-Центральним штатом, але пізніше був перейменований в «Kwara» - місцева назва річки Нігер.
Штат Квара з 1976року  значно зменшився в розмірі в результаті подальших змін державного устрою Нігерії. 13 лютого 1976, частина штату Ідах/Декина була виділено і злито з частиною тодішнього штату Бенуе/Плато, щоб сформувати штат Бенуе.
27 серпня 1991 року, п'ять областей місцевого управління, а саме Ої, Ягба, Окене, Окехі та Когі були також виділені, щоб формувати частину нового штату Когі, а шоста область - Боргу, була злита зі штатом Нігер.

## Адміністративний поділ
Адміністративно штат ділиться на 16 територій місцевого управління:
- Asa
- Baruten
- Edu
- Ekiti
- Ifelodun
- Ilorin East
- Ilorin South
- Ilorin West
- Irepodun
- Isin
- Kaiama
- Moro
- Оффа
- Oke Ero
- Oyun
- Pategi